# British Restaurant

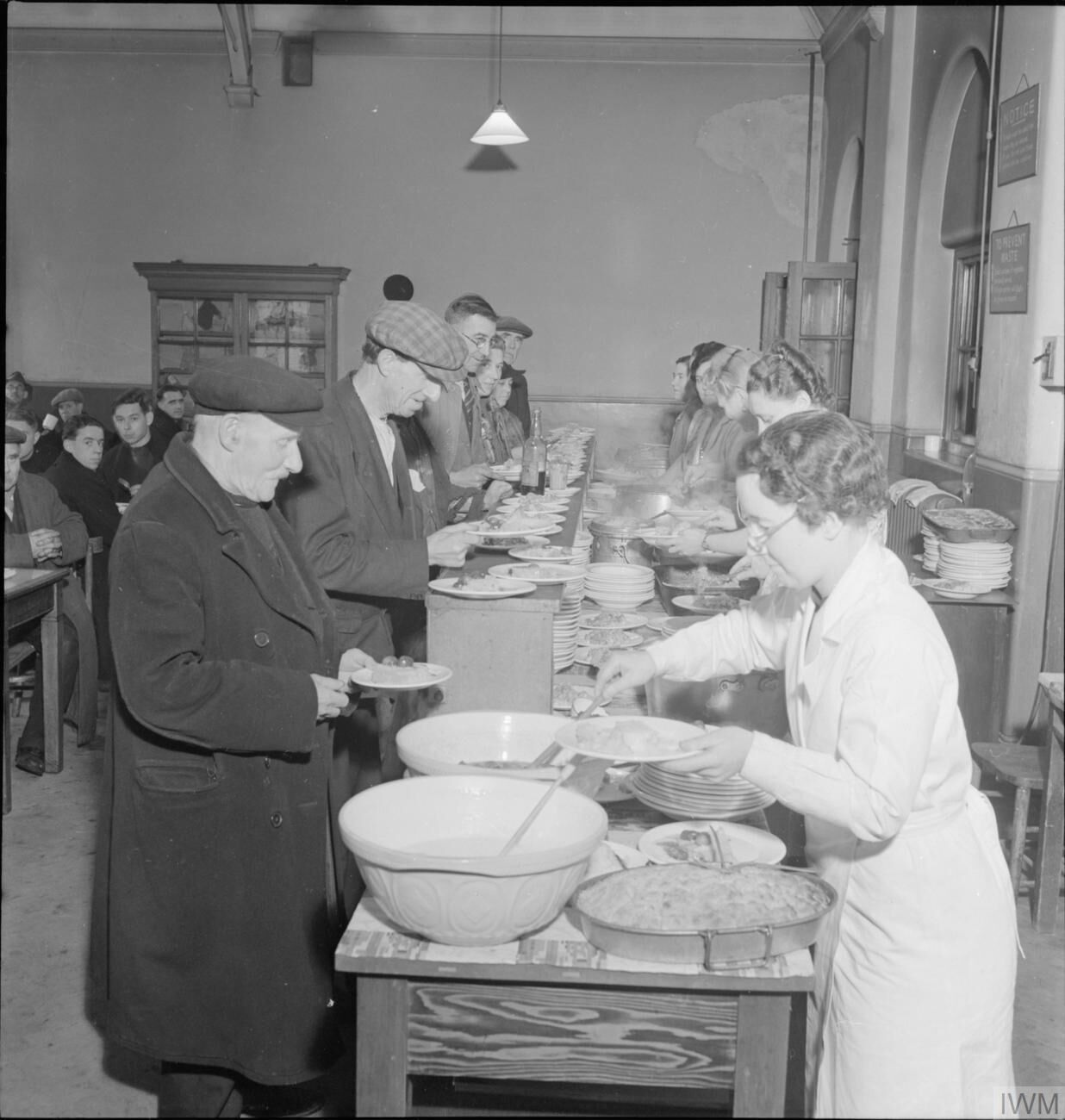
Um British Restaurant na Woolmore Street, Poplar, Londres, em 1942.

Os British Restaurants (em português: Restaurantes Britânicos) foram cozinhas comunitárias criadas em 1940 durante a Segunda Guerra Mundial para ajudar as pessoas que haviam sido bombardeadas das suas casas, ficaram sem cupons de ração ou de outra forma precisavam de ajuda. Em 1943, 2.160 restaurantes britânicos serviam 600.000 refeições muito baratas por dia. Eles foram dissolvidos em 1947. Houve também uma dimensão política, pois o Partido Trabalhista viu-os como uma solução permanente para igualar o consumo em toda a linha de classes e garantir uma dieta nutritiva para todos.

## Segunda Guerra Mundial
Originalmente chamado de "Community Feeding Centres", o nome British Restaurants foi escolhido pelo primeiro-ministro, Winston Churchill. Eles foram criados pelo Ministério da Alimentação e administrados pelo governo local ou agências voluntárias sem fins lucrativos. As refeições eram vendidas por preços até um máximo definido de 9 d (pouco menos de 4p na moeda decimal posterior; equivalente a 3 libras em 2023). Ninguém podia fazer uma refeição com mais de uma porção de carne, caça, aves, peixe, ovos ou queijo. Em um em cada dez restaurantes, as refeições eram preparadas em depósitos centrais. Escolas e igrejas eram frequentemente usadas porque tinham refeitórios e cozinhas. Em Londres, as cantinas móveis entregavam refeições em abrigos antiaéreos e nas ruas após os ataques aéreos.
Em contrapartida, restaurantes privados comuns continuaram em operação e não foram sujeitos a racionamento. Eles tinham algumas restrições: por exemplo, nenhuma refeição podia ter mais de três pratos e o preço máximo era de cinco xelins (60d, 25p).
Em meados de 1941, mais de duzentos British Restaurants operavam na área do Conselho do Condado de Londres, embora a Pesquisa Social de Guerra realizada em 1942-43 indicasse que eles eram mais populares em Londres do que no resto do país. Em novembro de 1942, havia 1.899 restaurantes. Em 1943, havia cerca de 2.160 restaurantes britânicos em todo o país, servindo cerca de 600.000 refeições por dia por cerca de 9d por vez. 546 autoridades obtiveram lucros e 203 tiveram prejuízos, embora tenham sido criadas para serem sem fins lucrativos.
Alguns lugares menores não se qualificavam para um restaurante britânico, mas, em vez disso, tinham o que era denominado "restaurante Cash and Carry", com refeições entregues de um restaurante britânico próximo.

## Comida servida

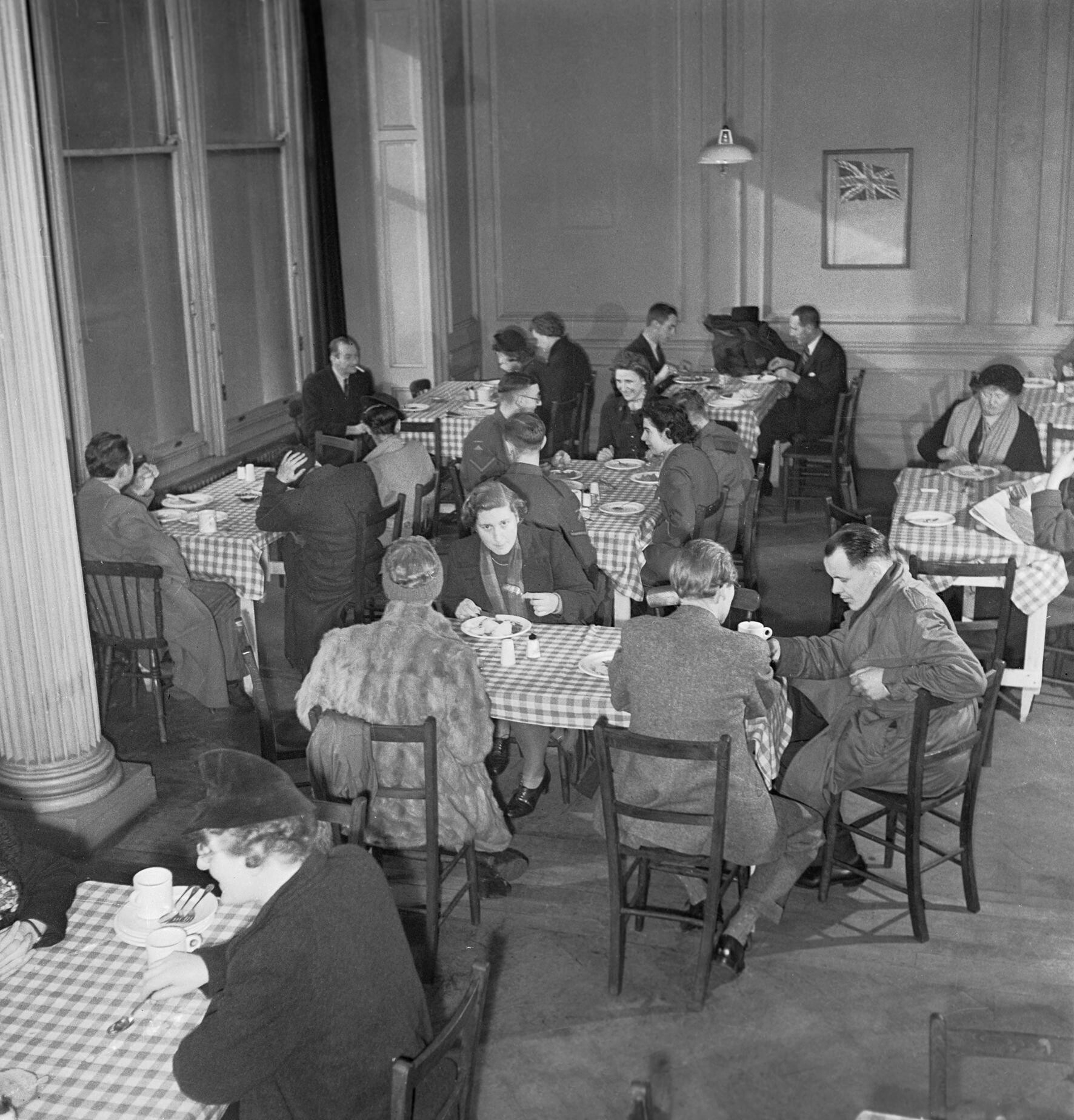
Clientes num British Restaurant, 1943.

O nutricionista do ministério, James H. Barker, autorizou alimentos com base nas preferências regionais e na saúde. Por exemplo, a comida servida na Escócia era muito diferente daquela servida em Londres devido às preferências de gosto dos habitantes. A saúde também era uma preocupação, pois deveriam fornecer aos comensais "um terço das necessidades energéticas do dia". Os nutricionistas estavam especialmente preocupados com a ingestão de vitamina C. Devido aos esforços de guerra e ao racionamento, o consumo de frutas era extremamente limitado. Vegetais como repolho, que tem uma alta percentagem de vitamina C, eram essenciais para fornecer nutrientes benéficos aos clientes. Havia a preocupação de que, com a restauração em massa, vitaminas como a vitamina C seriam destruídas nas fontes alimentares.
Dizia-se que a comida nos restaurantes britânicos era farta e de boa qualidade. Por 9d, os clientes podiam receber uma refeição de três pratos. Tradicionalmente, os clientes queriam uma refeição com carne e dois vegetais. Geralmente havia opções de cinco pratos de carne, cinco vegetais e cinco sobremesas, com mais opções em áreas mais populosas. Pratos populares incluíam assados e batatas, que substituíam o pão. Os alimentos servidos nos restaurantes britânicos podiam ser preparados em grandes quantidades para alimentar um grande número de pessoas. A preparação de alimentos foi industrializada em escala comercial, reduzindo custos. Por exemplo, os voluntários cortavam batatas com máquinas, em vez de à mão.

## Pós-guerra
Depois de 1947, alguns restaurantes foram convertidos, sob a Lei de Restaurantes Cívicos, em restaurantes cívicos administrados pelo conselho local. Em 1949, ainda restavam 678 em todo o Reino Unido. Os restaurantes superaram as privações da guerra e entraram no novo mundo de um governo trabalhista que fez muitas mudanças no tecido social do país, embora o racionamento ainda se aplicasse a muitos itens alimentares. O Ministro da Alimentação Trabalhista, John Strachey, observou que "a iniciativa privada no sector da restauração, no seu conjunto e em geral, tem servido a classe média e não a classe trabalhadora".
Se um restaurante cívico operasse com prejuízo por três anos consecutivos, a Lei previa que seria necessário o consentimento ministerial para que ele permanecesse aberto. Alguns destes restaurantes continuaram a funcionar pelo menos até o final da década de 1960; Cambridge teve um até a reforma do Lion Yard no início da década de 1970.